# Comitat forestier

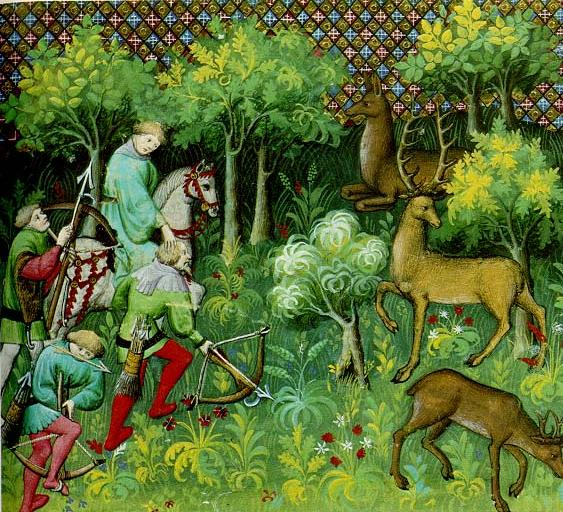
Forêt médiévale.

Les comitats forestiers (hongrois : erdőispánság; de erdő qui signifie "forêt", et de ispánsag, de ce qui est relatif à la fonction de "Ispán" ) sont des domaines de la cour royale du royaume de Hongrie au XIIIe siècle, et sont dirigés par des erdőispán (latin : procurator).
Ils sont organisés à la fin du XIIe siècle sur des zones forestières peu peuplées ou inhabitées des comitats. Domaines royaux dotés d'une pleine autonomie administrative, leurs gestionnaires (erdőispán), issus de la noblesse, sont chargés d'en exploiter les ressources (exploitation forestière, pêche, chasse) pour les besoins de la cour qui y passe du temps pour se détendre et se divertir. En raison de la donation des domaines royaux, les domaines forestiers cessèrent d'exister au tournant des XIIIe siècle et XIVe siècle. Certains d'entre eux deviennent des comitats indépendants, d'autres fusionnent avec le système territorial du comitat et ou encore restent des terrains de chasse royaux. On pourrait rapprocher ces comitats des anciennes forêts royales françaises de la même époque.

## Liste des comitats forestiers
- comitat forestier de Bakony (bakonyi erdőispánság (hu))
- comitat forestier de Bereg (beregi erdőispánság (hu))
- comitat forestier de Patak (pataki erdőispánság (hu))
- comitat forestier de Pilis  (pilisi erdőispánság (hu))
- comitat forestier de Sáros (sárosi erdőispánság (hu))
- comitat forestier de Torna (tornai erdőispánság)
- comitat forestier de Ugocsa (ugocsai erdőispánság (hu))
- comitat forestier de Zólyom (zólyomi erdőispánság (hu))